# Шилово (Калининградская область)
Шилово (до 1938 — Ишдагген (нем. Ischdaggen), до 1946 — Бреннденвальде (нем. Brenndenwalde)) — посёлок в Озёрском городском округе, до 2014 года входил в состав Гавриловского сельского поселения.

## История
В 1938 году Ишдагген был переименован в Бреннденвальде, в 1946 году — в поселок Шилово.

## Население
| 1818 | 1863 | 1910 | 1925 | 1933 | 1939 | 2002 |
| ---- | ---- | ---- | ---- | ---- | ---- | ---- |
| 89   | ↗239 | ↘160 | ↘152 | ↗158 | ↘145 | ↘8   |
| 2010 |      |      |      |      |      |      |
| ↗11  |      |      |      |      |      |      |